# Сан Никола (Ређо ди Калабрија)
Сан Никола је насеље у Италији у округу Ређо ди Калабрија, региону Калабрија.
Према процени из 2011. у насељу је живело 1706 становника. Насеље се налази на надморској висини од 237 м.